# روبين لوباتو
روبين لوباتو (بالإسبانية: Rubén Lobato)‏ ولد بتاريخ 1 سبتمبر 1978 في سان سباستيان دي لوس رييس، إسبانيا، هو دراج إسباني.

## وصلات خارجية
- الموقع%20الرسمي

## روابط خارجية
- روبين لوباتو على موقع الاتحاد الدولي للدراجات (الإنجليزية)
- روبين لوباتو على موقع أرشيف الدراجات (الإنجليزية)
- روبين لوباتو على موقع إحصائيات الدراجات الإحترافية (الإنجليزية)
- روبين لوباتو على موقع CycleBase (الإنجليزية)